# Cybocephalus fodori
Cybocephalus fodori is een keversoort uit de familie Cybocephalidae. De wetenschappelijke naam van de soort is voor het eerst geldig gepubliceerd in 1965 door Endrödy-Younga.